# Lovelight
Lovelight är en låt från 2012 skriven av Andreas Johnson och Peter Kvint.
Låten framfördes första gången i tredje deltävlingen i Leksand under Melodifestivalen 2012 av Andreas Johnson. Därifrån gick låten vidare till Andra chansen, men väl där åkte den ut mot Timoteijs Stormande hav.

### Fotnoter
1. ↑  ”Norrköpings Tidningar”. Februari 2012. Arkiverad från originalet den 13 juli 2012. https://archive.is/20120713214451/http://mobil.nt.se/Default.aspx?id=7490374&p=N%C3%B6je. Läst 3 mars 2012.
2. ↑  ”Thorsten Flinck och Top Cats till final”. Aftonbladet. 3 mars 2012. http://www.aftonbladet.se/nojesbladet/melodifestivalen/article14467879.ab. Läst 3 mars 2012.